# 벵겐
벵겐(Wengen)은 스위스 중부 베르너 오버란트에 있는 산간 마을이다. 베른주의 해발 1,274m의 고지대에 위치해 있다. 약 1,300명의 인구가 거주하고 있으며, 여름에는 5,000명이었다가, 겨울에는 1만명으로 증가한다. 벵겐은 1월에 FIS 알파인 스키 월드컵의 클레식 라우버호른 스키 경기를 주최한다.
이 마을은 유네스코 세계문화유산인 “융프라우 - 알레취를 포함하는 융프라우 지역” 관광협회에 속해 있다.

## 역사
벵겐이 공식 문서에 처음 언급된 시기는 754년 전인 1268년이며, 이름의 유래는 알려져 있지 않다.
주로 고산 농업 공동체였던 이 마을은 19세기 초 관광객들이 방문하면서 달라지기 시작했다. 메리 셸리와 퍼시 비시 셸리의 《6주여행기》(History of a Six Weeks' Tour)와 바이런 경의 맨프레드는 1817년에 출판되었으며, 이 책에 이 지역의 풍경을 묘사하고 있다. 이 저서들로 인해 이 마을은 현대적인 관광산업에 불이 당겨졌다. 마을 위에 기념관이 있는 펠릭스 멘델스존도 19세기 초에 이곳을 방문했다.
19세기 중반에 게스트하우스와 호텔이 이곳에 지어지기 시작했으며, 1859년에는 30명을 수용할 수 있는 ‘라우너하우스’(Launerhaus)가 문을 열었고, 1880년에는 100명을 수용할 수 있는 ‘펜션 벵겐’(Pension Wengen)이 문을 열었다. 1890년대에 벵에른알프 철도가 건설되어 개통되면서 이전에는 가파른 비탈을 따라 고산 마을까지 걸어와야 했던 관광객들이 더 쉽게 마을로 접근할 수 있게 되었고, 관광의 확장과 스키 산업을 위한 지평을 열었다.
20세기 초, 영국 관광객들이 인근 뮈렌 마을에서 시작하여 이 지역에서 스키 클럽을 시작했다. 1903년경, 벵겐에는 성공회 교회가 세워졌고, 2년 후 헨리 룬 경은 회원들을 위한 목적지 스키장으로 벵겐과 함께 공립학교 알파인 스포츠 클럽을 결성했다. 영국 감리교 목사인 룬은 근처 그린델발트에서 개신교 교회 모임을 조직하기 위해 처음 이 지역을 방문하여 스키와 같은 겨울 스포츠에 대해 배웠다. 그는 1896년에 그의 아들 아놀드와 함께 이 지역으로 돌아왔다. 스키를 빨리 배운 덕분에 부자는 모두 동계스포츠의 미래에 대한 가능성을 자각하고 몇 년 후에 클럽을 조직했다. 공립학교 알파인 스포츠 클럽의 회원은 영국 공립학교 또는 고전 대학(older universities) 중 하나에 참석해야 했다. 벵겐의 컬링 클럽은 1911년에 설립되었다.
최초의 스키 경기는 1920년대 초에 개최되었고, 1921년에는 영국 활강선수권 대회가 열렸다. 이듬해에는 옥스퍼드와 케임브리지 사이에 스키 경주가 열렸다. 이 이벤트는 다른 스위스 리조트에서 개최되는 노르딕 레이스와는 달리 내리막 레이스를 처음으로 개최하게 되었다. 벵겐에서 스키어들은 슬로프에 접근하기 위해 열차 시스템을 사용하도록 요청했다. 몇 년 동안 기차는 이 지역에서 가장 오래된 스키 리프트의 역할을 했다. 아놀드 룬은 코스를 개발하기 위해 산악의 자연 지형을 코스로 이용했다. 활강 경기는 벵겐 위 경사면을 따라갔고, 스키어들은 산 아래로 곧장 내려갔다. 또한 이 시기에 룬은 벵겐에서 스키어들이 나무 사이의 지형을 따라가는 최초의 회전 경주를 개발하여 도입하였고, 나중에는 스키 게이트로 대체되었다. 이 경기들은 현대 스키 레이싱과 알파인 스키의 탄생으로 여겨진다.
1944년 8월부터 제2차 세계 대전이 끝날 때까지, 벵겐은 연합군 포로들을 위한 일종의 야외 수용소가 되었다. 벵겐으로 오가는 유일한 실질적인 방법은 톱니바퀴형 철도를 통하는 것이었기 때문에, 억류된 포로들이 탈출하기란 불가능에 가까웠다.

## 교회
벵겐에는 개신교와 스위스, 로마 가톨릭 등 세 가지 종류의 교회가 있다.
스위스 교회는 1950년대에 재건되었으며, 라우터브루넨 계곡을 내려다볼 수 있다.
19세기 그린델발트, 마이링엔, 뮈렌에 영국 성공회 교회가 세워졌다. 1912년경, 성공회 예배는 스위스 벵겐 교회에서 매주 일요일마다 두 차례 진행되었다. 대륙 및 식민지 성공회 협회(Continental & Colonial Church Society)는 자신들의 건물을 짓기 위해 1928년 1월 15일 풀럼의 주교에 의해 축성된 새 영국 성공회 교회당을 세웠다. 이 건물은 이전에 멘리헨 케이블카 리프트로 이어지는 도로에 있다. 그러나 새로운 케이블카역은 벵겐 중심부에 더 가깝다. 세인트 버나드 성당은 1949년 산에서 사망한 학생 앤서니 캐릭의 추모식과 같은 주일 예배와 종종 관청으로 사용되기도 하면서 90년 이상 사용되어 왔다. 1954년 회합은 '영국 연방과 미국의 많은 지역과 영어권 대륙의 사람들'로 구성되었다고 묘사되었다. 신자들은 계속해서 다양해지고 있다.
로마 가톨릭 교회는 팔켄 호텔(Falken Hotel)과 인접해 있으며 독특한 양파형 돔을 가지고 있다. 미사는 절기상 대부분 일요일에 거행된다.

## 정치
벵겐은 뮈렌, 이센플루흐, 지멜발트, 슈테헬베르크, 라우터브루넨과 함께 라우터브루넨의 정치 코뮌을 형성하고 있다.

## 교통

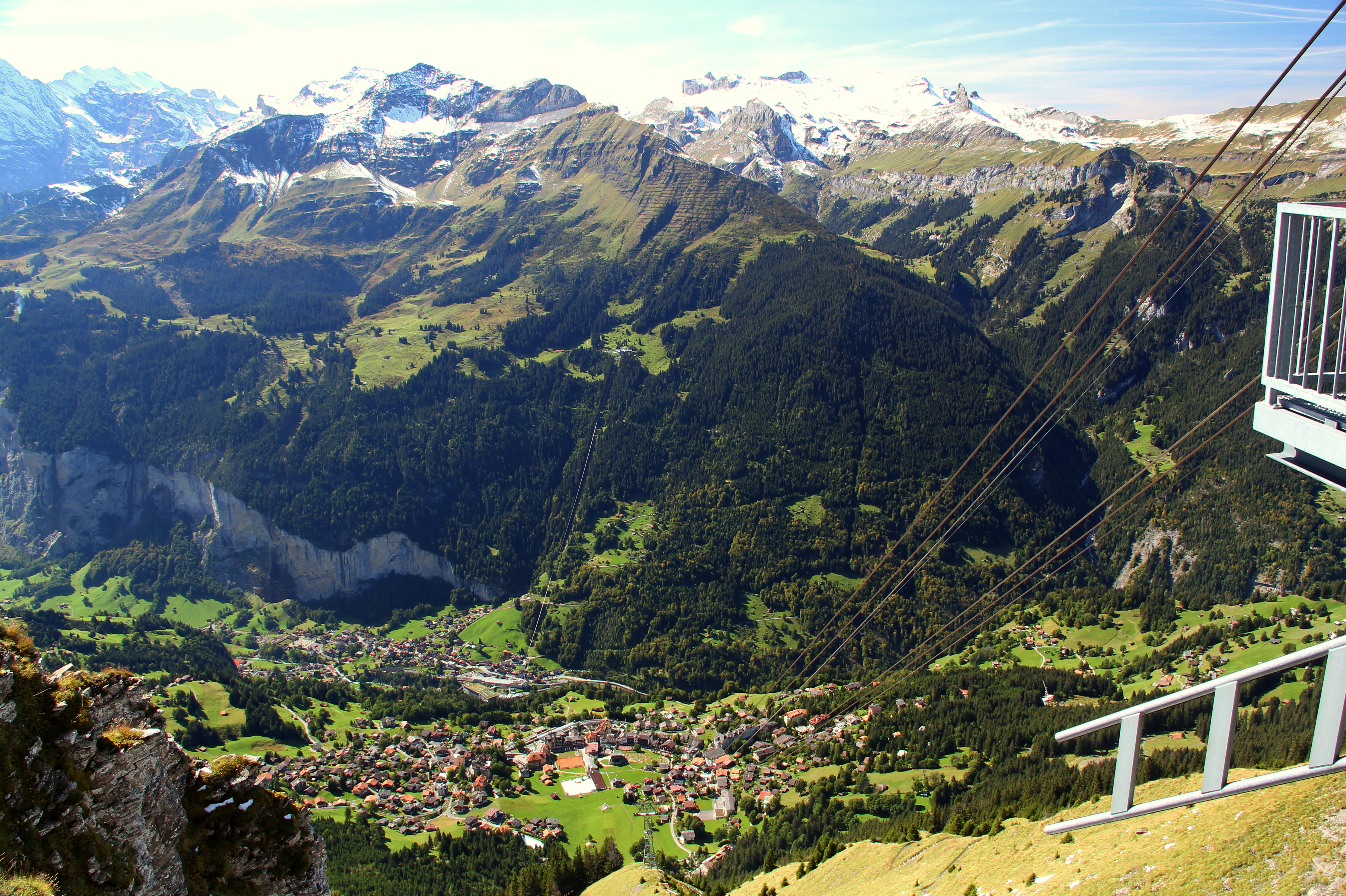
벵겐의 멘리헨, 라우터브루넨 계곡, 계곡 반대편의 뮈렌 케이블카에서 조망할 수 있다.

일반적으로 벵겐이나 뮈렌으로 가는 도로는 없다. 이곳은 지역 농장 차량, 기차역까지 택시로 이동할 수 있는 전기 차량이 있기는 하지만, 유럽에서 몇 안 되는 차량이 없는 마을이다. 이를 통해 마을 전체가 고요한 분위기를 조성하고 교통소음을 줄일 수 있다. 생태학적 이유로 다른 리조트들은 차 없는 예를 따르는 것을 고려하고 있다. 라우터브루넨 계곡을 가로지르는 뮈렌 역시 차가 거의 없다.
벵겐은 랙 철도 시스템인 벵에른알프 철도(WAB)를 통해 운행되며, 라우터브루넨에서 직접, 그린델발트에서 클라이네 샤이덱을 통해 기차로, 그린델발트에서 멘리헨을 경유하여 일련의 곤돌라 리프트로 접근할 수 있다. 아이거, 묀히, 융프라우 능선 기슭에 있는 클라이네 샤이덱에서 승객들은 그린델발트와 그룬드로 내려가기 위해 내려서 기차를 갈아타야 한다. 라우터브루넨에서 벵겐역까지 매일 아침 일찍부터 밤늦게까지 운행되며 벵에른알프 철도에서 가장 집중적으로 운행되는 구간이다. 라우터브루넨에서 벵겐까지 매일 약 40편이 운행된다. 각 서비스는 최대 4대의 개별 열차로 구성될 수 있으며, 혼잡한 시간대에는 필요에 따라 추가 열차가 뒤따라서 용량을 최적화할 수 있기 때문이다.

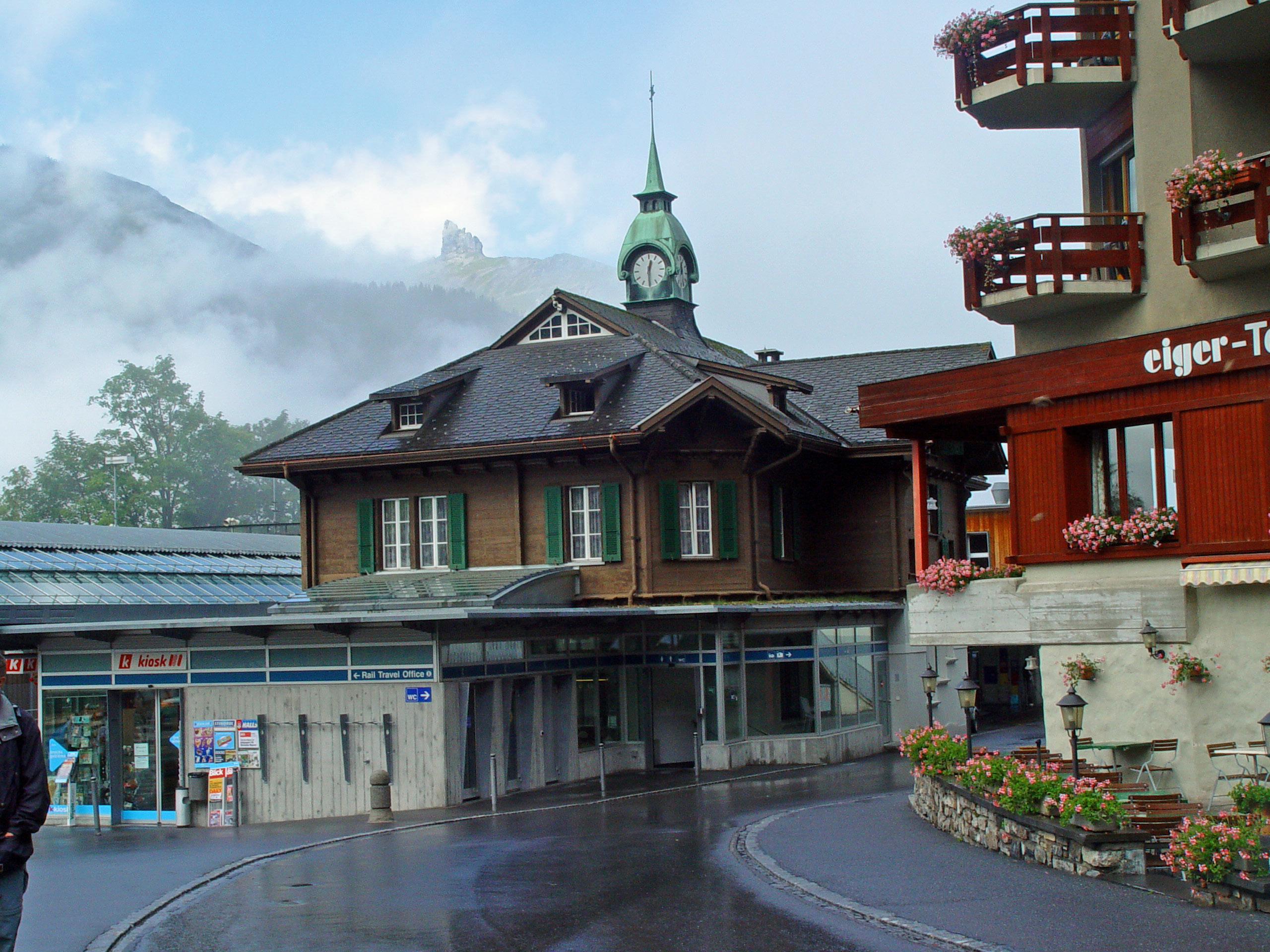
벵겐역

오르막길은 14분, 내리막길은 17분이 걸린다. 내리막 운행은 벵발트역 아래의 중간 통과 지점에 도착하기 때문에 더 오래 걸린다. 벵발트는 오르막 운행보다 약간 앞서서 오르막 운행 차량들이 그들을 지나쳐 멈추지 않고 벵겐으로 나아간다. 현재 모든 열차는 벵발트를 경유하여 덜 가파르지만 약간 더 긴 노선을 사용한다. 옛 길은 오솔길을 가로질러 벵겐으로 이어진다. 이 노선은 새로운 노선이 생긴 후 화물 운송에 사용되었지만, 그 이후 폐기되었다. 모든 화물은 라우터브루넨에서 철도를 통해 여객 철도역 아래 있는 창고로 배달되며, 쓰레기는 철도를 통해 마을에서 회송된다. 매일 한두 대의 상품 열차가 라우터브루넨에서 벵겐까지 운행했다가 가구 등 대형 물품을 싣고 돌아온다.
케이블카 루프트사일반 벵겐-멘리헨은 계절에 따라 운행한다. 트램과 멘리헨에서 바라본 전경은 벵겐과 라우터브루넨 계곡의 많은 지역, 작은 마을들의 맑은 전망을 제공한다.

## 레크레이션

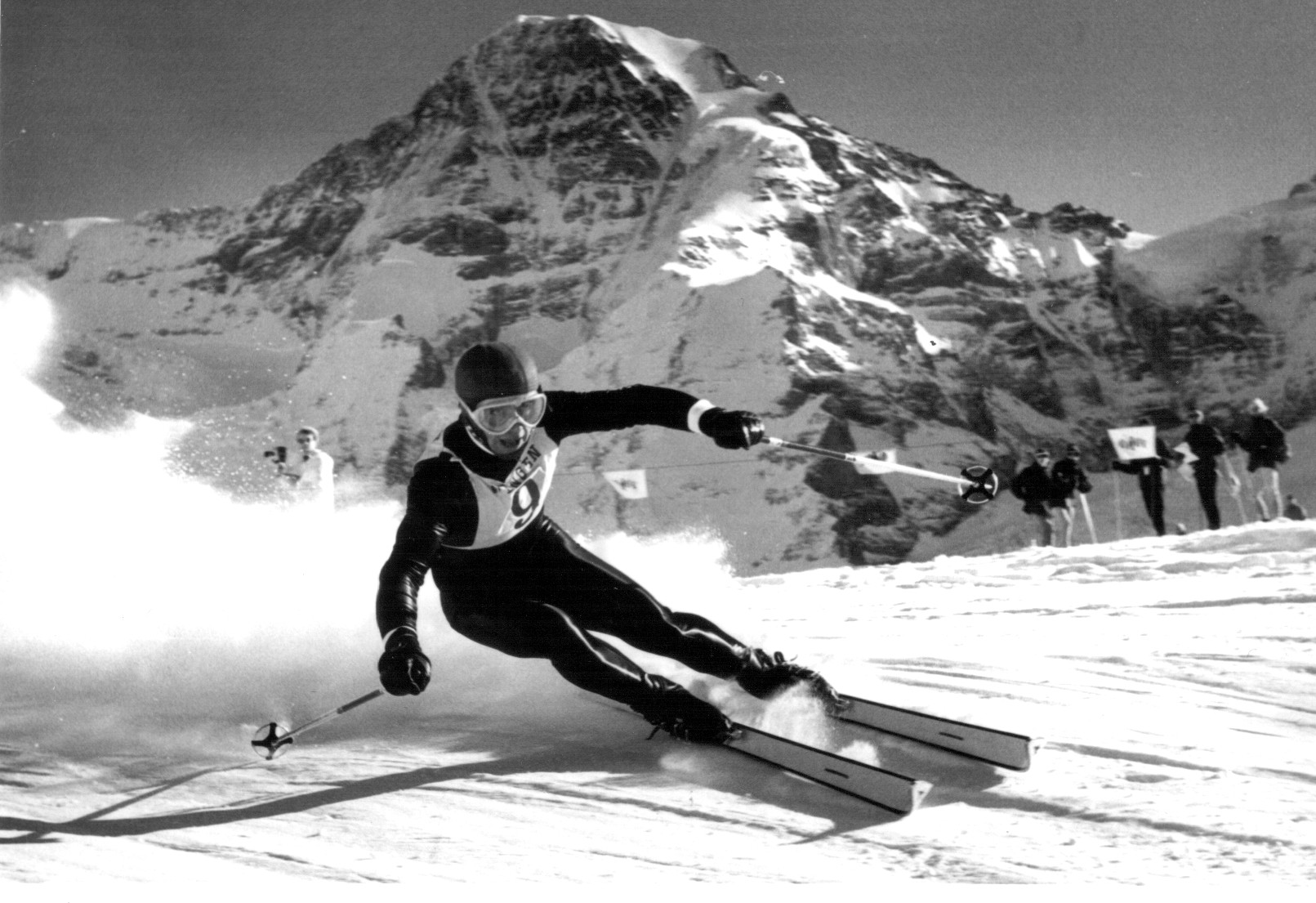
1966년 우승자 카를 슈란츠

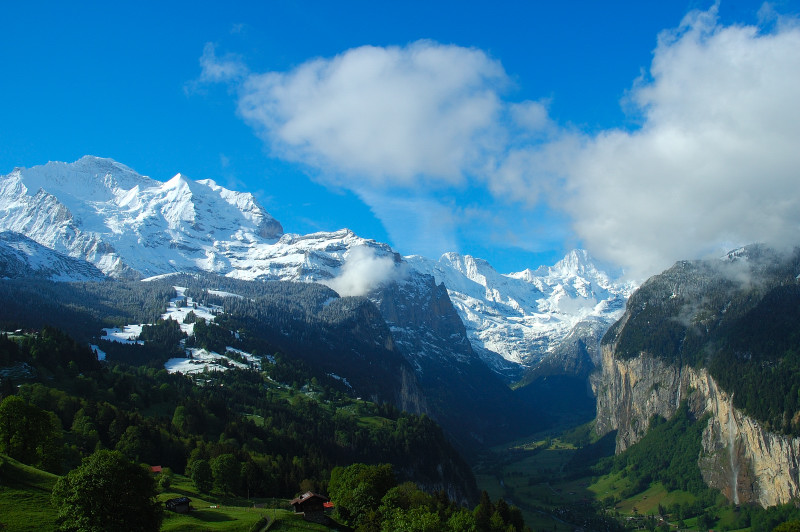
벵겐에서 본 융프라우와 라우터브루넨

벵겐은 국제적으로 잘 알려진 라우베르호른 스키 경기를 주최하며 융프라우 마라톤의 경로에 있다.
전통적인 스키 경기는 1930년부터 벵겐에서 개최되어 왔으며, 전통적으로 활강, 회전, 복합 종목으로 구성되어 있다. 라우버호른은 국제 스키 연맹 월드컵 서킷에서 기술적으로 가장 난해한 내리막 경주일 뿐만 아니라, 가장 긴 경주이고 틀림없이 가장 경치가 좋은 경기이다. 상위 레이서들은 4.455km를 약 2.5분 안에 완주하고 하네그슈스(Haneggschuss)에서 도달한 최고 속도는 결승 30분 전에 160km/h(100mph)에 도달하여 서킷에서 가장 높다.